# Rattus macleari
Il ratto di Maclear (Rattus macleari (Thomas, 1887)) è un roditore della famiglia dei Muridi vissuto in epoca storica sull'Isola di Natale.

## Descrizione

### Dimensioni
Roditore di grandi dimensioni, con la lunghezza della testa e del corpo tra 222 e 240 mm, la lunghezza della coda tra 246 e 267 mm, la lunghezza del piede tra 48,5 e 50 mm e la lunghezza delle orecchie tra 16,7 e 17,5 mm.

### Aspetto
La pelliccia è lunga, densa e ruvida. Il colore generale del corpo è bruno-rossastro, il dorso è densamente ricoperto di lunghi peli nerastri. La parte interna degli arti è grigiastra, mentre il dorso delle zampe è marrone scuro. I cuscinetti plantari sono larghi, mentre gli artigli sono corti, ricurvi ed appuntiti. La coda è più lunga della testa e del corpo, è nerastra nella metà basale e bianca o giallastra all'estremità. Ci sono circa 10 anelli di scaglie per centimetro ed è ricoperta finemente di piccoli peli grigiastri. Le femmine hanno un paio di mammelle ascellari e un paio inguinali.

## Biologia

### Comportamento
Si trattava di una specie notturna e terricola, sebbene fosse un'agile arrampicatrice. Durante il giorno si rifugiava tra le radici degli alberi, nei tronchi caduti o in buche superficiali. Era la specie più abbondante dell'isola e durante la notte invadeva in grande numero gli accampamenti, penetrando nelle tende, incurante degli uomini, dei quali sembrava non avere paura.

### Alimentazione
Si nutriva di frutta e germogli. Durante le spedizioni scientifiche effettuate sull'isola è stata osservata nutrirsi di qualsiasi cosa trovava lungo il suo cammino, dalle scarpe agli indumenti lasciati incautamente incustoditi.

### Riproduzione
Si riproduceva durante tutto l'anno.

## Distribuzione e habitat
Questa specie è vissuta sull'Isola di Natale fino presumibilmente agli inizi del XX secolo.
Viveva nelle foreste tropicali umide dell'isola.

## Conservazione
La IUCN Red List, considerato che nessun esemplare è stato più osservato dal 1904 ed ogni successivo tentativo di localizzarlo è fallito, classifica R.macleari come specie estinta (EX).
Ancora abbondante nel 1898, ma dichiarata estinta nel 1908, quando il paleontologo britannico C.W.Andrews fallì nel tentativo di osservare ancora qualche individuo vivente. Come l'altra specie nativa di ratto, Rattus nativitatis, l'ipotesi di una così repentina estinzione sembra sia quella di un'epidemia trasportata sull'isola dal ratto nero, accidentalmente introdotto dall'equipaggio della S.S.Hindustan, nel 1898. Tale teoria sembra essere avallata dallo stesso Andrews il quale riportava i racconti di un medico locale, che aveva osservato animali morenti, probabilmente appartenenti a questa specie. Recentemente è stato ipotizzato anche che uno dei motivi della scomparsa fosse l'ibridazione con il ratto nero, ma oggi è  evidente che ciò non è possibile dato la notevole divergenza genetica tra le due specie e che gli individui raccolti nel marzo 1902 dal patologo Durham, appartenevano ad una o l'altra specie.